# 革命共产党 (英国1981年)
革命共产党（英語：Revolutionary Communist Party，缩写为RCP）是英国历史上的一个托洛茨基主义政党。它成立于1978年，当时取名为革命共产主义倾向，分裂自革命共产主义团体。1981年，改名为革命共产党。1988年起，该党出版杂志《现存的马克思主义》。该党最初只有几十名支持者，1990年代中期，其成员数量达到峰值，约为200。
1991年后，该党放弃托洛茨基主义和主流左翼立场，公开转向自由意志主义立场。1997年，该党解散，但一些前成员仍保持一个松散的政治网络，以推广其思想。
2019年4月，3名前革命共产党成员（克莱尔·福克斯、詹姆斯·哈特菲尔德和阿尔卡·塞加尔·卡斯伯特）作为英国脱欧党的候选人参加2019年英国欧洲议会选举。同年12月，在2019年英国大选中，前革命共产党成员斯图尔特·怀顿也代表英国脱欧党参选。